# Trollagöl (Vissefjärda socken, Småland, 626482-148393)
Trollagöl är en sjö i Emmaboda kommun i Småland och ingår i Lyckebyåns huvudavrinningsområde.